# La Désirade

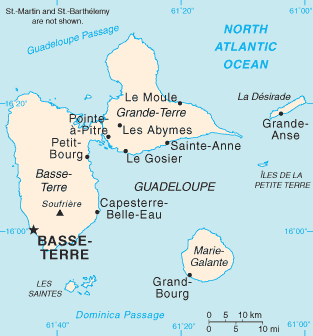
Guadeloupe, với đảo La Désirade ở phía Đông Bắc

La Désirade (phát âm tiếng Pháp: [la deziʁad]; tiếng Antiles creole: Dézirad hoặc Déziwad) là một hòn đảo cấu thành nên Guadeloupe, một vùng và tỉnh hải ngoại của Pháp ở vùng Caribe, nó là một trong sáu hòn đảo có người ở của Guadeloupe.
Bằng chứng khảo cổ học đã được phát hiện cho thấy rằng người Mỹ bản địa đã sống ở La Désirade từ thế kỷ thứ 3 đến thế kỷ 16.
Đảo dài 11 km, rộng 2 km; phần bên trong hòn đảo tạo thành một cao nguyên trung tâm. Nó có diện tích 20,64 km2 (7,97 dặm vuông) và dân số 1.595 người vào năm 2006, với mật độ dân số 77 người/km2 vào năm 2006. Hầu hết cư dân sống ở khu định cư Beauséjour (trước đây gọi là Grande-Anse).